# Lalla (astrònom)
Lalla (sànscrit: लल्ल)  (Gujarat, c. 720 (Gregorià) - subcontinent indi, c. 790 (Gregorià)) va ser un astrònom indi del segle VIII dC.

## Vida i Obra
Res es coneix de la seva vida. Se sap que el seu pare es deia Trivikrama Bhatta i el seu fill Trivikrama, i que va viure en el segle VIII dC.
Lalla és l'autor del tractat d'astronomia शिष्यधीवृद्धिदतन्त्र "Śiṣya Dhī Vṛddhida Tantra" Tractat per augmentar la intel·ligència dels estudiants. Alguns autors afirmen que va ser escrit entorn de l'any 898 dC, cosa incompatible amb el seu període estimat de vida. El llibre segueix els ensenyaments d'Aryabhata, tot i que és contrari a la rotació de la Terra. No obstant, dedica dos capítols sencers a refutar les concepcions errònies de la cosmologia dels Puranas, com que la Terra és plana, que la Lluna està damunt del Sol o que els eclipsis o l'obscuritat nocturna estan provocats per les divinitats Rahu i Meru, respectivament.
El llibre te vint-i-dos capítols dividits en dues parts: la primera es purament astronómica i cosmològica; la segona, titulada Sobre l'esfera, conté representacions gràfiques, trigonometria, principis geomètrics i descripcions d'instruments astronòmics, com el quadrant.
També sembla que va escriure un comentari del Khanda Khadyaka de Brahmagupta, avui perdut, i una obra d'astrologia divulgativa, el Jyotisaratnaksa, que va ser molt popular a l'Índia durant més de tres-cents anys.